# Englerodendron
Englerodendron là một chi thực vật có hoa trong họ Đậu.